# Муталау
Муталау (англ. Mutalau) — деревня, расположенная в северной части острова Ниуэ (владение Новой Зеландии) на юге Тихого океана. Является административным центром одноимённого округа.

## Географическая характеристика
Деревня Муталау расположена, примерно, в 13,5 км северо-восточнее столицы Ниуэ. Ближайший населённый пункт — деревня Тои, находится в 3 км юго-западнее.
Высота центра деревни над уровнем моря равна 71 м.

## Население
Население, согласно данным переписи населения 2011 года, составляет 94 человека.
| Динамика изменения численности населения Муталау | Динамика изменения численности населения Муталау | Динамика изменения численности населения Муталау | Динамика изменения численности населения Муталау | Динамика изменения численности населения Муталау | Динамика изменения численности населения Муталау |
| Год                                              | 1986                                             | 1997                                             | 2001                                             | 2006                                             | 2011                                             |
| ------------------------------------------------ | ------------------------------------------------ | ------------------------------------------------ | ------------------------------------------------ | ------------------------------------------------ | ------------------------------------------------ |
| жителей                                          | 188                                              | 148                                              | 133                                              | 85                                               | 94                                               |